# Flygförmåga hos djur

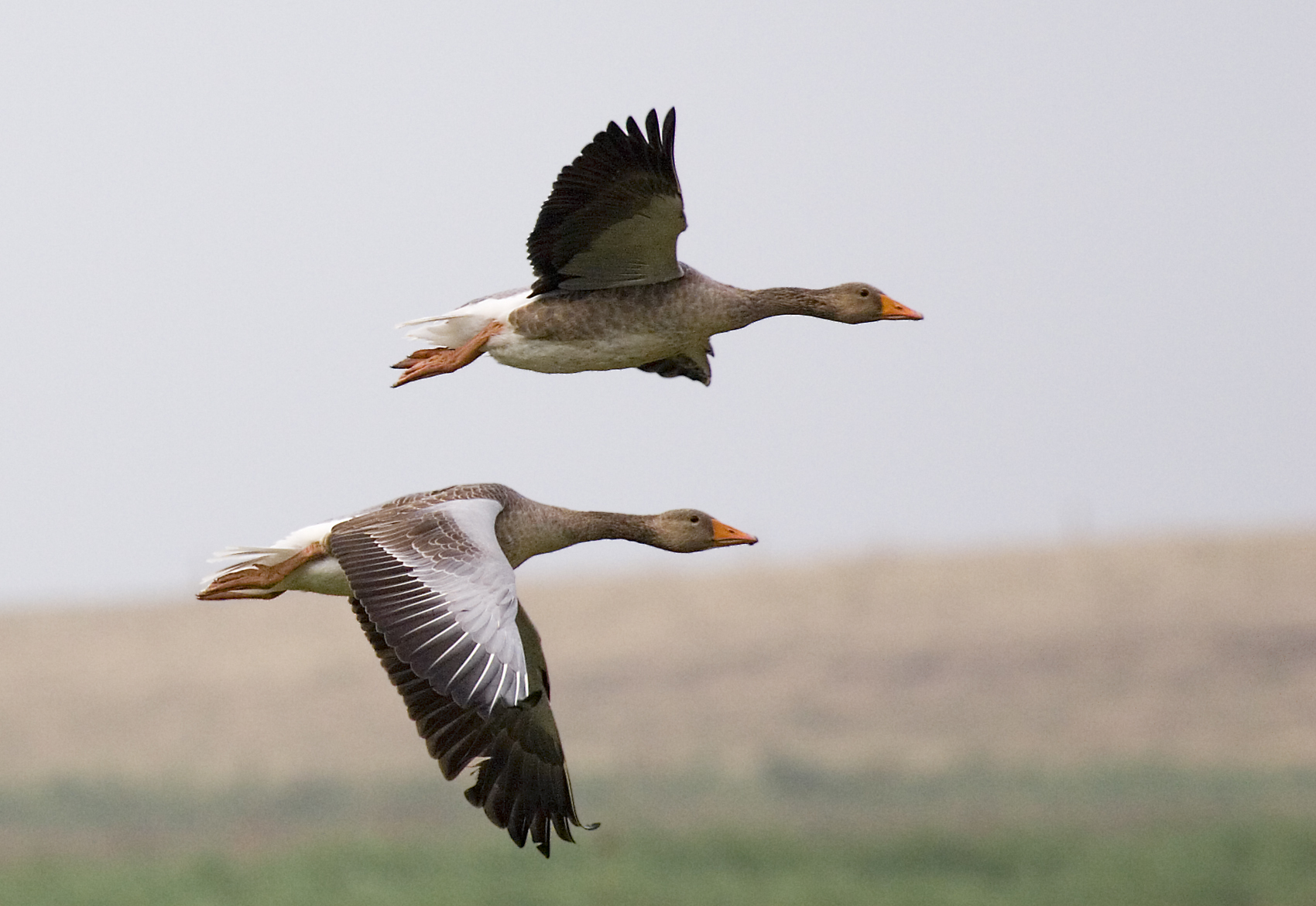
Flygande grågäss.

Flygförmåga hos djur, antingen aktiv flykt eller olika former av glidflykt, har utvecklats separat flera gånger genom konvergent evolution hos flera olika djurgrupper. Aktiv flykt har utvecklats hos minst fyra separata djurgrupper, insekter, flygödlor, fåglar och fladdermöss, och glidflykt har utvecklats hos ännu fler djurgrupper som fiskar, ormar och flera däggdjur som flygekorrar, ringsvanspungråttor och taggsvansekorrar. 

## Typer av förflyttning i luften
- Fritt fall: Falla nedåt under inverkan av gravitation, utan att använda sig av några anpassningar för att öka luftmotståndet eller ge lyftkraft.
- Fallskärmsliknande flykt[1]: Definieras som ett fall i en större vinkel än 45° i förhållande till horisontalplanet med någon form av anpassning som ökar luftmotståndet.
- Passiv spridning: En form av fallskärmsliknande flykt som endast återfinns hos mycket små djur – främst insekter. Antingen är djuren så små att vinden kan föra dem uppåt, medan vissa spindlar spinner en silkestråd som med hjälp av elektrostatisk repulsion och luftströmmar kan lyfta djuret, så kallad ballongflykt, och sprida dem över stora områden. De djur som är anpassade till denna passiva form av spridning ingår i den gemensamma grupp som kallas luftplankton.
- Glidflygning: Definieras som ett fall i en mindre vinkel än 45° i förhållande till horisontalplanet. Lyftkraft orsakas av någon sorts vingprofil, som tillåter ett långsammare fall. Djur med denna anpassning kan vara strömlinjeformade för att minska luftmotstånd och har ofta någon form av manövermöjlighet i luften. Glidflygande djur har lägre sidoförhållande (vinglängd/vingbredd) än djur som är anpassade för aktiv flykt.
- Svävande glidflygning[2]: En form av glidflygning där djuret kan lyfta eller på annat sätt förflytta sig i luften utan att flaxa med vingarna. Lyft orsakas genom termik eller andra meteorologiska fenomen och kan ge upphov till bland annat dynamisk glidflykt. Denna form av glidflygning kräver specifika fysiologiska och morfologiska anpassningar, och bara större djur kan effektiv nyttja denna flygteknik.
- Aktiv flykt: Hos djur innebär aktiv flykt att flaxa med vingar för att skapa drivkraft. Dessa djur kan lyfta utan hjälp av vind, eller andra meteorologiska fenomen till skillnad från djur som är anpassade till fallskärmsliknande flykt, passiv spridning eller olika former av glidflygning.

Dessa olika typer tekniker för att förflytta sig i luften utesluter inte varandra utan många djur nyttjar två eller fler av dessa tekniker. I djurriket förekommer inte helikopterflykt eller aerostatisk flykt, det vill säga flygning genom att vara lättare än luft. Det finns däremot indikationer på att vissa bläckfiskar utnyttjar en form av jetdrift. 
För de olika teknikerna för att "stå still i luften", se Att stå still i luften

## Anpassningar för förflyttning i luften
Trots att bara fyra djurgrupper har utvecklat aktiv flykt, så är alla förekommande grupper mycket framgångsrika, vilket indikerar att aktiv flykt är en lyckad strategi. Aktiv flykt kan ha utvecklats ur glidflykt men glidflykt behöver inte nödvändigtvis vara en evolutionär väg till aktiv flykt utan har flera egna fördelar. Glidflygning är ett mycket energieffektivt sätt att färdas från träd till träd. Glidflygande djur lever oftare av föda med låg energi, som blad, medan djur anpassade för aktiv flykt lever av föda med hög energi som nektar, frukt, insekter och kött. En mindre tätting kan utveckla en muskeleffekt av cirka 100 W per kg kroppsvikt och en mås ungefär 25 W/kg.
Vissa mycket små insekter som nyttjar fallskärmsliknande flykt har inga vingar i egentlig mening utan simmar i luften med borstliknande extremiteter.
Merparten glidflygande djur förekommer i Sydostasien, och vissa i Afrika, men det finns inga glidflygande ryggradsdjur i Sydamerika. I Sydamerika finns det istället många fler arter som har en svans anpassad för att gripa och hålla med, än i Afrika och Sydostasien. Det har anförts att Sydostasiens dominans vad gäller glidflygande djur beror på att deras skogar är glesare än i Sydamerika. I täta skogar finns det inte utrymme för glidflygning, medan en gripsvans är desto mer användbar när man flyttar från träd till träd. I Sydamerikanska regnskogar tenderar det även att finnas fler lianer eftersom det finns färre stora djur som äter dem i jämförelse med Afrika och Asien, och dessa lianer är till hjälp för klättrande djur medan de hindrar glidflygande djur. I Australien finns det många däggdjur med gripsvans men även däggdjur som kan glidflyga, och alla dessa glidflygande däggdjur har även en svans som de kan gripa med i olika utsträckning.
Bara ett fåtal djur har anpassats för en svävande glidflykt: de större arterna inom de utdöda flygödlorna, ett antal grupper med större fåglar och ett fåtal flygfiskar. Aktiv flykt är mycket energikrävande för stora djur, medan en större storlek är till fördel vid svävande glidflykt, eftersom det ger djuret en låg vingbelastning, då dessa har en stor vingyta i förhållande till sin vikt, vilket maximerar lyftkraften. Svävande glidflykt är mycket energieffektivt.

## Lyftkraft
Lyftkraften hos djur följer samma fysikaliska lagar som lyftkraften hos flygplan, det vill säga lyftkraften (och dragkraften) genereras genom acceleration av luft, till vilket även vingarnas oscillerande rörelser starkt bidrar, utom i glidflykt då vingytan hålls stilla. De små insekter som "simmar i luften" med borstliknande extremiteter kan göra detta då luften i denna skala upplevs ha betydligt högre viskositet än i mänsklig skala, se Reynoldstal. Borsten på extremiteterna fälls omväxlande ut, vilket ger ökat motstånd för dragläge (acceleration av luft, vilket ger dragkraft och lyftkraft) och in, vilket ger minskat motstånd för återföring. Hos vingförsedda djur kan motsvarande effekt åstadkommas genom vridning av vingarna. Vingslaget nedåt med relativt låg framkant ger både dragkraft och lyftkraft. Vid återföringen av vingen uppåt vrids vingen så att framkanten leder den uppåtgående rörelsen, vilket minskar motståndet och reducerar den negativa lyftkraft som uppstår eller kan uppstå. Vridningen varierar med farten. Lägre fart kräver större vridning.
Andra sätt att minska motståndet vid återföringen är att delvis dra ihop vingarna, som görs av stora fåglar, eller genom att föra tillbaka vingarna med lägre hastighet. Eftersom lyftkraften ökar med kvadraten på hastigheten (samtidigt som luften accelereras mera i samma mån) blir nettoeffekten av det senare fallet att lyftkraften över tid blir större än den negativa lyftkraft som erhålls vid återföringen, trots att återföringen tar längre tid. Detta torde vara en princip som används av fjärilar i kombination med måttlig vingvridning. Stora fåglar torde vid återföring efter ett vingslag nedåt utnyttja såväl viss vingvridning som förhållandevis långsam återföring i kombination med hopdragning av vingarna för att minska motståndet vid återföringen. De flesta flygande insekter däremot använder vingslagens båda riktningar till att alstra lyftkraft och dragkraft (och bromskraft) genom kraftig vingvridning. 

### "Att stå still i luften"

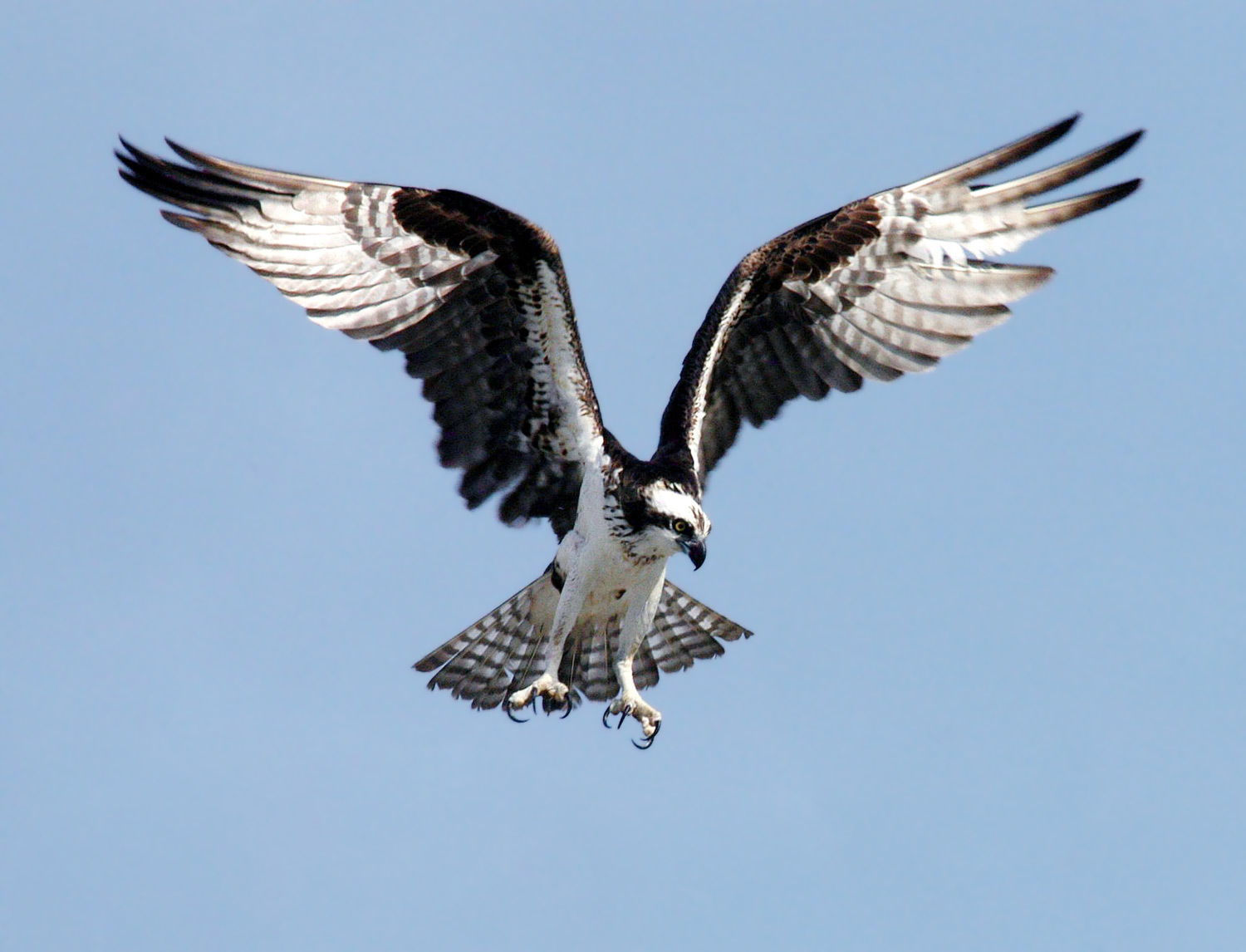
En ryttlande fiskgjuse.

Det finns flera olika tekniker i naturen för att hålla sig stillastående i luften. Detta genomförs antingen genom aktiv flykt eller genom svävande glidflykt. Exempelvis ryttlar många fåglar vilket innebär att de kraftfullt, men inte nödvändigtvis snabbt, flaxar upp och ned med vingarna samtidigt som de reser upp kroppen något, för att mer eller mindre effektiv "stå still i luften", vilket innebär att deras huvud på ett ungefär befinner sig över samma punkt jämfört med marken. Denna teknik kräver lyftkraft via vind och nyttjas exempelvis av flera tärnor, kungsfiskare och rovfåglar vid födosök. Vissa fåglar, exempelvis rovfåglar och havsfåglar, kan också vid kraftig motvind med ytterst små parerande vingrörelser hålla sig stillastående, nästan svävande, och balanserar på vinden. En annan teknik som nyttjas av många insekter är att föra vingarna fram och tillbaka så att lyftkraft genereras både vid framåtsvep och bakåtsvep. Från sidan sett beskriver vingrörelsen en liggande åtta. Insektens vingyta antas vara S och den totala svepytan n*S, där n är kvoten mellan den totala svepytan och vingytan. I stället för att ange det totala effektbehovet P för en insekt kan det ibland vara praktiskt att ange effektbehovet i förhållande till insektens vikt, P/m, som helt enkelt blir g*w, det vill säga
{\displaystyle {\dfrac {P}{m}}=g{\sqrt {\dfrac {m\cdot g}{\rho \cdot n\cdot S}}}}
m/S kallas i flygsammanhang för vingbelastning, och som framgår av sambandet är P/m proportionellt mot roten ur denna. En större svepyta med bibehållen vingyta ger ett minskat effektbehov, men innebär sannolikt också en mera komplicerad ”mekanism” för att driva vingen.
Som jämförelse anger Olsson 2003 med en annan härledning, som utgår från vingarnas hastighet och det därigenom uppkomna dynamiska trycket, följande ungefärliga uttryck för samma förhållande:
{\displaystyle {\dfrac {P}{m}}=g{\sqrt {\dfrac {2\cdot m\cdot g}{\rho \cdot C_{p}\cdot S}}}}
där {\displaystyle C_{p}} är en tryckkoefficient liknande en lyftkraftskoefficient för en vinge, men som förutsätter att insektsvingen oscillerar. Om man sätter in en humlas vingbelastning på cirka 35 {\displaystyle N/m^{2}} och ett största möjliga {\displaystyle C_{p}} (= 2) finner man att humlan uppskattas prestera minst 50 W (Watt) per kilo kroppsvikt. Enligt det första uttrycket blir effektbehovet något mindre, men av samma storleksordning. Med ett antagande om n = 2 (eller 3) skulle effektbehovet bli cirka 40 (respektive 30) W/kg. Uttrycket förutsätter dock att luften pressas ner med samma hastighet överallt under hela den översvepta ytan, vilket inte torde vara fallet. Detta ger en viss underskattning av effektbehovet. Som jämförelse kan kolibrier, som flyger på ungefär samma sätt som vissa insekter, prestera cirka 300 W/kg.

## Djur anpassade för fallskärmsliknande flykt, glidflykt eller aktiv flykt (recenta)

### Ryggradslösa djur

#### Leddjur

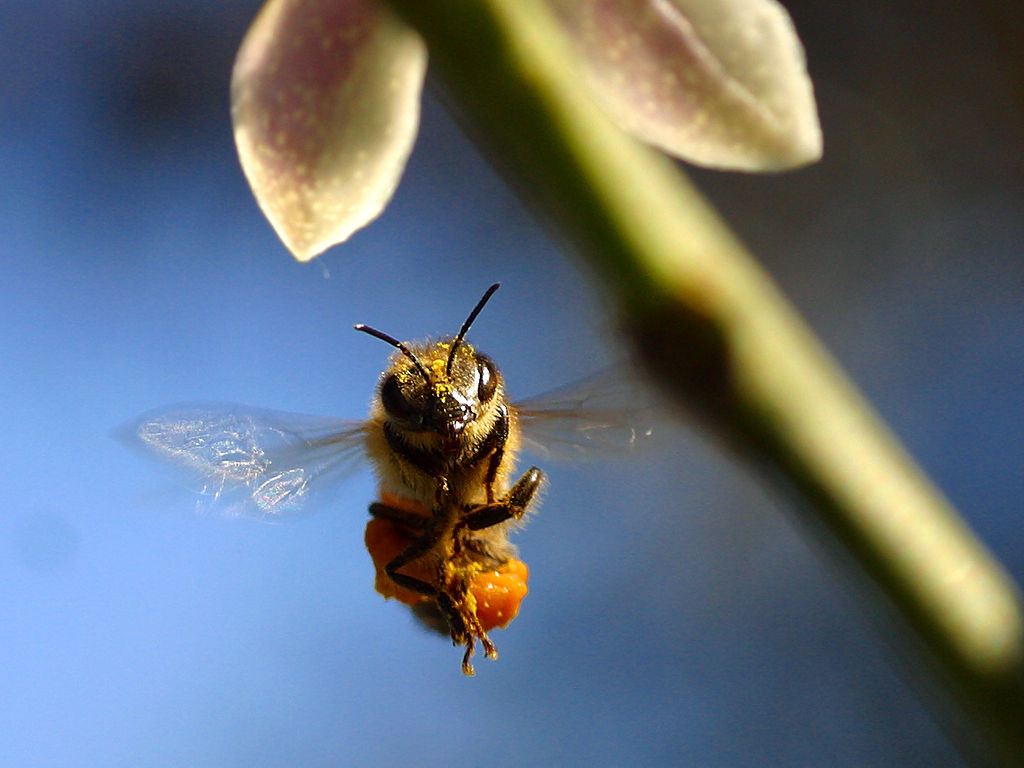
Ett flygande bi.

- Insekter (aktiv flykt) - De första djuren att utveckla förmåga till aktiv flykt och också de enda ryggradslösa djur som har denna förmåga. Arterna är för många för att listas här.
  - Glidflygande myror (glidflykt) - Vinglösa arbetarmyror med viss förmåga att manövrera i luften. Glidflygande myror tas upp här eftersom de utgör ett unikum då de är de enda kända insekterna som kan glidflyga utan vingar och enda djuren som glidflyger baklänges. Deras glidflygningsteknik har utvecklats oberoende hos en rad olika trädlevande arter av myror från grupperna Cephalotini, Pseudomyrmecinae, och Formicinae (mest inom Camponotus). Inga trädlevande myror inom Dolichoderinae eller ettermyrorna, förutom Daceton armigerum kan glidflyga. De utnyttjar förmågan när de faller ned från en gren och kan då glidflyga och styra så att de landar på trädstammen.[7] Myrorna inom Cephalotini och Pseudomyrmecinae glidflyger baklänges medan myrorna inom Forminicae glidflyger framlänges.[8]
- Spindlar (ballongflykt) - Ungdjuren hos vissa spindelarter förflyttar sig genom att låta en silkestråd häng från bakkroppen. Genom elektrostatisk repulsion och vind förflyttas djuret över stora områden. Detta utnyttjas även av adulta spindlar hos vissa mindre arter, exempelvis hos täckvävarspindlarna.

#### Blötdjur
- Flygande bläckfiskar (glidflykt) - Flera oceanlevande bläckfiskar, främst inom familjen Ommastrephidae, hoppar upp ur vattnet och glidflyger för att undkomma predatorer, i likhet med flygfiskar.[9]Mindre bläckfiskar flyger i stim, och har observerats tillryggalägga avstånd på upp till 50 meter. De lämnar vattnet genom att spruta ut vatten ur mantelhålan och vissa bläckfiskar har observerats fortsätta spruta ut vatten under luftfärden vilket kan ge dem extra kraft även efter att de lämnat vattnet. Detta kan innebära att de som ensam djurgrupp har möjligheten till jetdriven flygteknik.[10]

### Ryggradsdjur

#### Fiskar

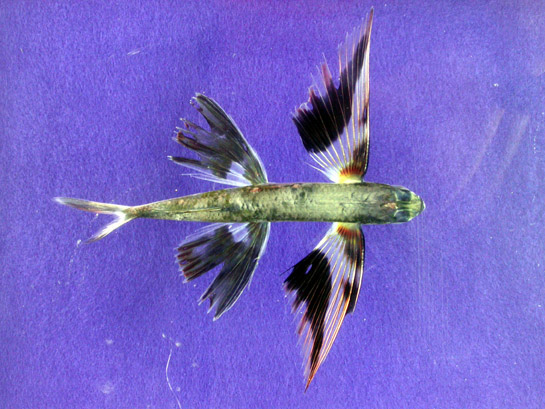
Flygfisksarten Cheilopogon exsiliens som är en "fyrvingad flygfisk" med förstorade bröstfenor.

- Flygfiskar (glidflykt) - Det finns över 50 arter med flygfisk som alla tillhör familjen Exocoetidae. Merparten är havslevande, små till medelstora fiskar. Den största flygfisken kan bli uppåt 45 cm, men flertalet är mindre än 30 cm. De kan delas upp i "två-" och "fyrvingade" arter. Innan fisken lämnar vattnet ökar den hastigheten och när den bryter havsytan, och befrias från vattenmotståndet så kan den uppnå hastigheter på 60 km/h.[11] De glider ofta upp till 30–50 meter, men vissa arter har observerats utnyttja svävande glidflykt och på så sätt tillryggalägga hundratals meter, genom att låta uppåtvindarna som bildas vid vågkanten ge dem extra lyftkraft. Vissa fiskar kan också förlänga flykten genom att vispa med stjärten mot vattenytan, likt en åra, vilket ger den ytterligare kraft. Det har föreslagits att släktet Exocoetus evolutionärt befinner sig mitt emellan glidflykt och aktiv flykt då dessa arter slår med sina förstorade bröstfenor när den befinner sig i luften men detta verkar inte ge dem någon extra lyftkraft.[12] Den hittills längsta filmade flygningen, på cirka 45 sekunder, gjordes utanför Japan i maj 2008, se . Vid upprepade tillfällen fick dock flygfisken ta hjälp av stjärtfenorna för att fortsätta att hålla sig ovanför vattenytan.
- Hemiramphidae (glidflygning) - en fiskfamilj närbesläktad med flygfiskarna, där en eller två arter har förstorade bröstfenor och det finns rapporter om att Euleptorhamphus viridis har tillryggalagt 50 meter genom glidflygningsteknik.[13]
- Fjärilsfisk (Pantodon buchholzi) (förmodligen glidflykt) - hoppar upp ur vattnet och har förmodligen förmågan att glidflyga kortare sträckor, som dock kan vara flera gånger längre än kroppslängden. När den genomför dessa hopp slår den med sina stora bröstfenor vilket gett arten dess trivialnamn.[14] Dock är det omdiskuterat om arten verkligen kan glidflyga.[15]
- Gasteropelecidae (kanske glidflykt) - denna familj består av nio arter uppdelade i tre släkten, som alla har en mycket förstorad och muskulös framdel och den kan flaxa med sina stora bröstfenor. Arterna kan förflytta sig några meter i en rak linje i luften för att undvika predatorer.

#### Groddjur
- Neobatrachia (underordning inom stjärtlösa groddjur) (glidflykt) - förmåga till glidflykt har utvecklats genom konvergent evolution hos två familjer av stjärtlösa groddjur nämligen hos gamla världens trädgrodor (Rhacophoridae) och hos nya världens lövgrodor (Hylidae). Inom dessa båda utvecklingslinjer finns en rad olika glidflygningstekniker, från glidflygningsliknande flykt, till fallskärmsliknande flykt, till fullt utvecklad glidflygning. Ett flertal arter inom familjen trädgrodor, exempelvis Wallaces flyggroda (Rhacophorus nigropalmatus), har utvecklat anpassningar för glidflygning, främst förstorade membran mellan tårna. Kinesisk flyggroda (Polypedates dennysi) kan manövrera i luften, och är kapabel till två olika typer av flygmanövrer i luften, antingen rollar den in i en sväng, det vill säga vrider sig jäms med sin egen längdaxel eller också vrider den sig jäms med sin egen vertikalaxel.

#### Reptiler

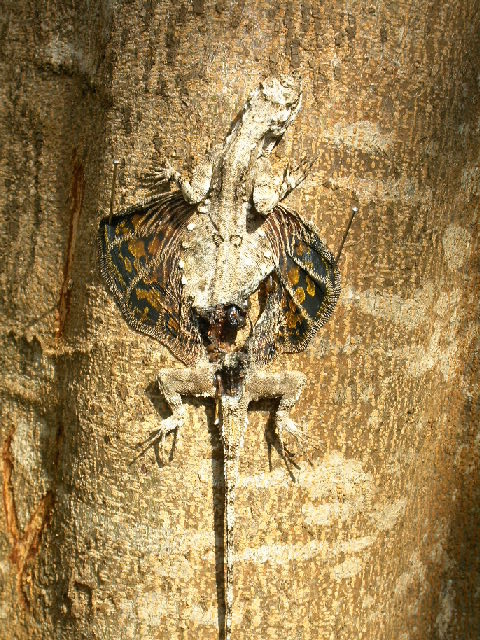
Draco dussumieri.

- Flygdrakar (Draco) (glidflykt) - ett ödlesläkte med 28 arter som förekommer på Sri Lanka, i Indien och i Sydostasien. De är trädlevande och kan glidflyga upp till 60 meter och under en sådan flygning tappar de bara cirka 10 meter i höjd.[11] Deras flygmembran (patagium) är uppspänt med hjälp av specifika avlånga ribbor, vilket är ovanligt. Vanligtvis är flygmembranet hos glidflygande ryggradsdjur fastsatt på djurets lemmar, som ben eller tår. När dessa ödlor spänner ut dessa ribbor bildas en halvcirkelformat segel på bägge sidor om kroppen, vilket kan vikas ihop intill kroppen som en solfjäder.
- Holaspis (glidflykt) - ödlesläkte som återfinns i Afrika där två arter har utvecklat glidflygningsförmåga. Dessa små ödlor har skinnflikar på tår och stjärt, och kan platta till kroppen för att underlätta fallskärmsliknande flykt eller glidflygning.[16]
- Flyggeckoödlor (Ptychozoon) (glidflykt) - ödlesläkte med cirka fem arter som förekommer i Sydostasien. Dessa arter har skinnflikar utmed sina lemmar, överkropp, stjärt och huvud vilket gör att de kan glidflyga.[17]
- Luperosaurus (glidflykt) - släkte med glidflygande geckoödlor, som kanske utgör ett systertaxon till Ptychozoon, och som har liknande skinnflikar som gör att de kan glidflyga.[17]
- Thecadactylus (glidflykt) - släkte med geckoödlor där åtminstone ett antal arter, som T. rapicauda, kan glidflyga.[17]
- Cosymbotus (glidflykt) - släkte med geckoödlor där två arter har liknande anpassningar som Ptychozoon.
- Chrysopelea (glidflykt/fallskärmsliknande flykt) - ormsläkte med fem arter som förekommer i Sydostasien, Melanesien och Indien. Paradissnoken (Chrysopelea paradisi) som lever i södra Thailand, Malaysia, Borneo, Filippinerna och på Sulawesi är den orm som har störst glidflygningsförmåga. Den spänner ut revbenen vilket plattar till kroppen och gör buken konkav, samtidigt som den slingrar sig i luften vilket ger den viss lyftkraft. Det finns observationer av hur denna art glidflugit upp till 100 meter och den kan göra 90° svängar i luften.[18]

#### Fåglar

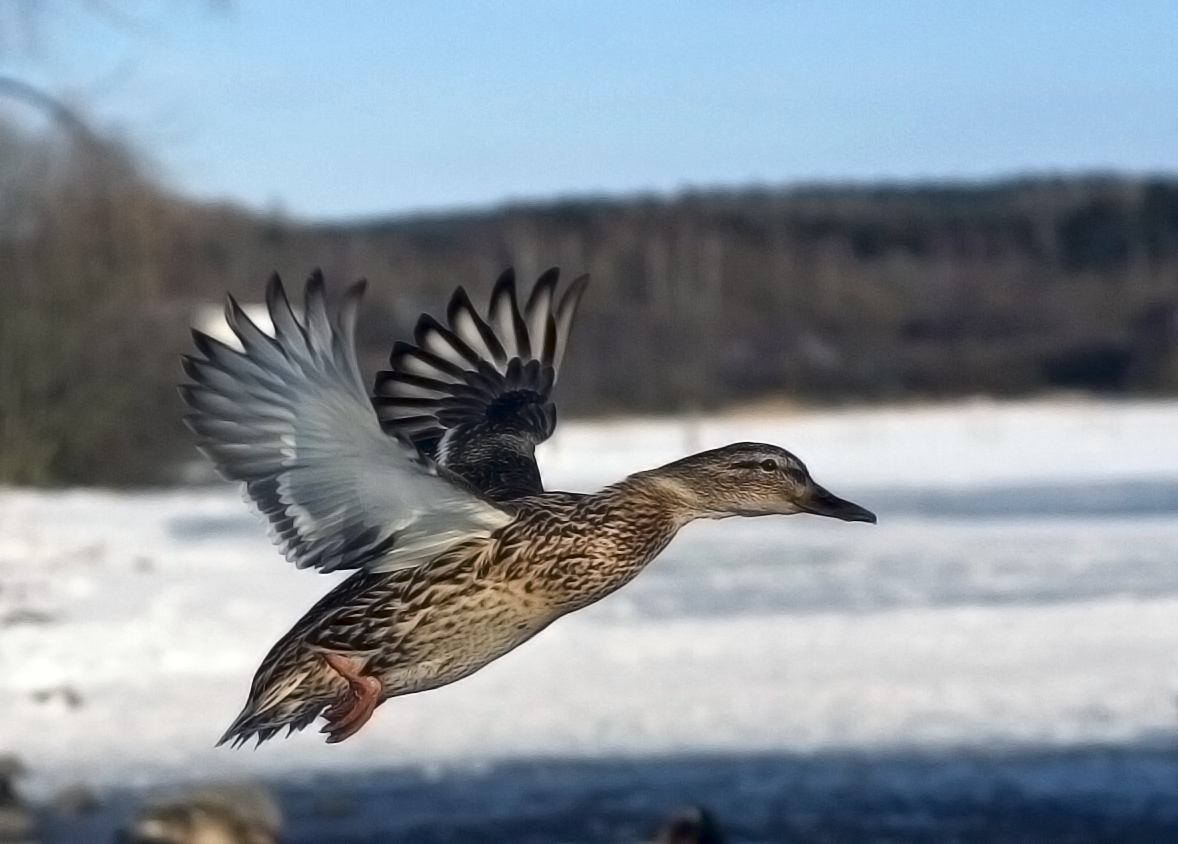
Fåglar är de mest framgångsrika gruppen av flygande ryggradsdjur.

- Fåglar (aktiv flykt, glidflykt, svävande glidflykt) - Merparten av världens alla fåglar kan flyga. Gruppen omfattar för många arter för att listas här. Fåglarnas flygförmåga är bland alla flygande djur den som studerats mest.

#### Däggdjur
- Petaurus (glidflykt)[19][20] - Släkte med flygpungekorrar som förekommer i Australien, och på Nya Guinea. Deras glidmembran är knappt synligt när de inte hoppar, men när de hoppar från ett träd till ett annat, spänner de ut sin fyra ben och spänner då upp den lösa, men muskelkontrollerade, veckade huden. Släktet består av sex arter. Det monotypiska närbesläktade släktet Gymnobelideus omfattar bara en art, vilken har ett rudimentärt glidmembran.
- Jätteflygfalang (Petauroides volans) (glidflykt) - Pungdjur som förekommer i Australien och som idag placeras som ensam art i släktet Petauroides inom familjen ringsvanspungråttor (Pseudocheiridae). Tidigare kategoriserades arten som en flygpungekorre. Dess flygmembran sträcker sig bara till armbågen och inte till vristen som hos Petaurus.[21]
- Dvärgflygpungmus (Acrobates pygmaeus) (glidflykt) - Art som förekommer i Australien, stor som en liten mus och det minsta glidflygande däggdjuret. Den placeras i familjen dvärgflygfalanger (Acrobatidae) tillsammans med fjädersvansfalanger (Distoechurus pennatus) som förekommer på Nya Guinea, men som inte kan glidflyga.

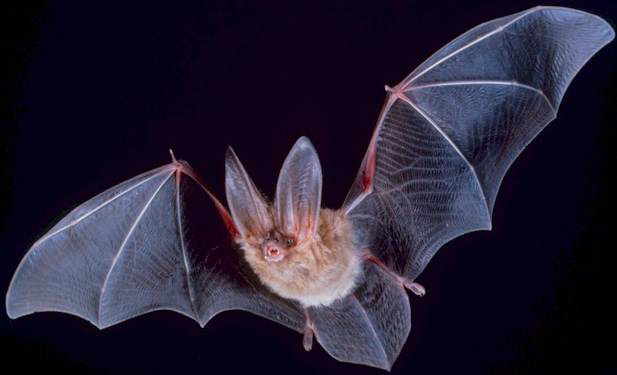
Corynorhinus townsendii, en art av läderlappar, som visar sina "handvingar".

- Fladdermöss (Chiroptera) (aktiv flykt) - Ordning som omfattar mer än 1000 arter som alla kan flyga. Gruppen omfattar för många arter för att listas här.
- Flygekorrar (Pteromyini) (glidflykt) - Tribus som omfattar cirka 45 arter. Flygekorrar återfinns över stora delar av världen, i tropiska (Sydostasien, Indien, och Sri Lanka), tempererade och till och med arktiska områden. Merparten är nattaktiva. När en flygekorre ska tillryggalägga ett avstånd mellan två träd som är längre än den klarar av att hoppa, sträcker den ut sina fyra ben vilket sträcker ut dess mjuka pälsbeklädda flygmembran som sitter fast på vristerna.[22] I luften styr den genom att flytta positionen på benen.[22] Den yviga svansen använder den för att öka luftmotståndet och stabilisera kroppen i luften.[23] När den landar greppar den trädet med sina klor. Det finns dokumenterat hur flygekorrar kan glidflyga 90 meter.[24][25]
- Taggsvansekorrar (Anomaluridae) (glidflykt) - Färgstarka afrikanska gnagare som inte är några flygekorrar utan liknar dessa genom konvergent evolution. Familjen omfattar sju arter uppdelade i tre släkten. Alla arter utan en har ett flygmembran, liknande det som finns hos flygekorrarna, och som är placerat mellan deras fram- och bakben. Vissa arter i familjen är mycket små och kallas därför ibland för "flygande möss" men de är inte närbesläktade med möss.
- Pälsfladdrare (Dermoptera) (glidflykt) - Ordning som förekommer i Sydostasien och som bara omfattar två arter. Molekylära studier indikerar att de utgör en systergrupp till primaterna, men det finns andra studier som istället indikerar ett släktskap med fladdermössen. Pälsfladdrarna är för att vara ett däggdjur mycket väl anpassat för glidflykt och de kan glidflyga upp till 70 meter utan att nästan förlora någon höjd.
- Sifakor (Propithecus) och kanske några andra primater (kanske begränsad glidflykt/fallskärmsliknande glidflykt) - Ett antal primater kan ha anpassningar som ger dem en begränsad glidflygningsförmåga och/eller fallskärmsliknande flygförmåga. Primater som diskuterats i dessa sammanhang är sifakor, indri, galagoer och plymsvansapor. Speciellt sifakorna, som är en typ av lemurer, som har tjockt hår på underarmarna som skulle kunna skapa ökat luftmotstånd, och ett litet membran som sitter under armen har föreslagits kunna skapa viss lyftkraft.[26]
- Katt och möjligen andra kattdjur (mycket begränsad förmåga till fallskärmsliknande flykt).[12] - När en katt faller till marken breder den ut sin kropp för att öka luftmotståndet, vilket ger upphov till en mycket begränsad form av fallskärmsliknande flykt. Katter har även en medfödd förmåga att vrida kroppen i luften så att den hamnar på tassarna när den når marken.

## Djur anpassade för fallskärmsliknande flykt, glidflykt eller aktiv flykt (utdöda)

Flygödlorna omfattade de största flygande artern som man känner till.

### Reptiler
- Olika utdöda reptiler som påminner om flygdrakarna (glidflykt) - Det finns ett antal icke närbesläktade ödleliknade reptiler med liknande flygmembran som flygdrakarna som Icarosaurus, Daedalosaurus, Coelurosauravus, Weigeltosaurus, Mecistotrachelos,[27] och Kuehneosaurus. Den senare är den största kända arten med ett "vingspann" på 30 cm.
- Sharovipteryx (glidflykt) - Reptil som tros vara besläktad med flygödlorna, och som härstammar från övre trias i Kirghiia skiljer sig ifrån alla andra kända flygande reptiler då dess vingliknande flygmembran satt på dess förlängda bakben. De kan dock även haft hudflickar på andra delar av kroppen.[28]
- Longisquama insignis (kanske glidflykt/fallskärmliknande glidflykt) - En liten reptil vars långa fjäderliknade fjäll på ryggen kan ha fungerat som hjälpmedel för glidflykt eller fallskärmsliknande glidflykt men detta är omdiskuterat.[29][30]
- Flygödlor (aktiv flykt/svävande glidflykt) - Flygödlorna var de första ryggradsdjuren som hade förmåga till aktiv flykt. De anses generellt ha varit skickliga flygare. De hade stora vingar som bildades av skinn som sträckte sig från överkroppen och ut till ett förlängt fjärde finger. Det har funnits hundratals olika arter som varit kapabla att flaxa och många har även haft förmågan till svävande glidflykt. Flygödlor utgör de största kända flygande djuren och en av de största, Quetzalcoatlus, uppskattas ha haft ett vingspann på 10–11 meter.

### Theropoder/Fåglar
- Theropoder (glidflykt/aktiv flykt) - Det finns flera arter av theropoder som bedöms ha haft någon form av förmåga till glidflykt eller aktiv flykt. Vissa var befjädrade men definieras inte som fåglar trots att de är nära besläktade. Vissa arter som Microraptor gui, Microraptor zhaoianus och Cryptovolans pauli har i fossil form återfunnits med fjädrar på alla fyra ben vilket gav dem fyra "vingar" som man tror användes för glidflykt eller aktiv flykt.

### Däggdjur
- Volaticotherium antiquum (glidflykt) - Det äldsta kända flygande däggdjuret påminde om en flygekorre men är inte besläktat med någon av dagens flygförmögna däggdjur utan placeras i en egen ordning. Den levde för minst 125 miljoner år sedan, mätte 12–14 cm och vägde cirka 70 gram, och använde ett pälsbeklätt skinnmembran för att glida genom luften.[31]
- Flera arter av utdöda fladdermöss har återfunnits, exempelvis Icaronycteris och Palaeochiropteryx.